# Życie jest snem
Życie jest snem (hiszp. La vida es sueño) – dramat Pedra Calderóna de la Barki z lat 1627–1629, którego akcja rozgrywa się w Polsce. Jeden z najwybitniejszych dramatów Calderóna.

## Data powstania utworu
Utwór powstał najprawdopodobniej w latach 1627–1629. Zachowana w bibliotece uniwersytetu w Liverpoolu, zagadkowa suelta, datowana na lata 1632–1634, wydana w Sewilli i przypisująca autorstwo utworu Lopemu de Vedze, podaje, że sztukę wystawił autor de comedias Cristóbal de Avedaño. Przyjmuje się, że sztuka była eksploatowana na scenie przed jej wydrukowaniem przez pięć lat. Za pierwodruk dramatu jest uważany wydany w 1636 roku w Madrycie zbiór 12 utworów Prima parte. W tym samym roku w Saragossie ukazała się inna wersja Życia snem w tomie zawierającym słynne sztuki różnych autorów – Parte treinta de comedias famosas de varios autores. Z porównania obydwu tekstów wynika, że wersja saragossańska jest wersją pierwotną dramatu. Calderón gruntownie przerobił swoje dzieło przed wydaniem go drukiem, być może z myślą raczej o czytelniku niż widzu. Korzystał przy tym z egzemplarza sewilskiej suelta, tożsamej z wydaniem z Saragossy, gdyż nie posiadał własnej kopii sztuki, sprzedał ją bowiem przed laty trupie Avedaño.

## Osoby
| Osoba    | Jej rola w dramacie     | postać w comedia |
| -------- | ----------------------- | ---------------- |
| Bazyli   | król polski             | viejo            |
| Zygmunt  | królewicz, syn Bazylego | primer galán     |
| Astolf   | książę moskiewski       |                  |
| Klotald  | namiestnik              |                  |
| Estrella | infantka                |                  |
| Rozaura  | córka Klotalda          | primera dama     |
| Klaryn   | błazen                  | gracioso         |

## Czas i miejsce akcji
Akcja sztuki rozgrywa się w siedemnastowiecznej Polsce.

## Treść

### Dzień I

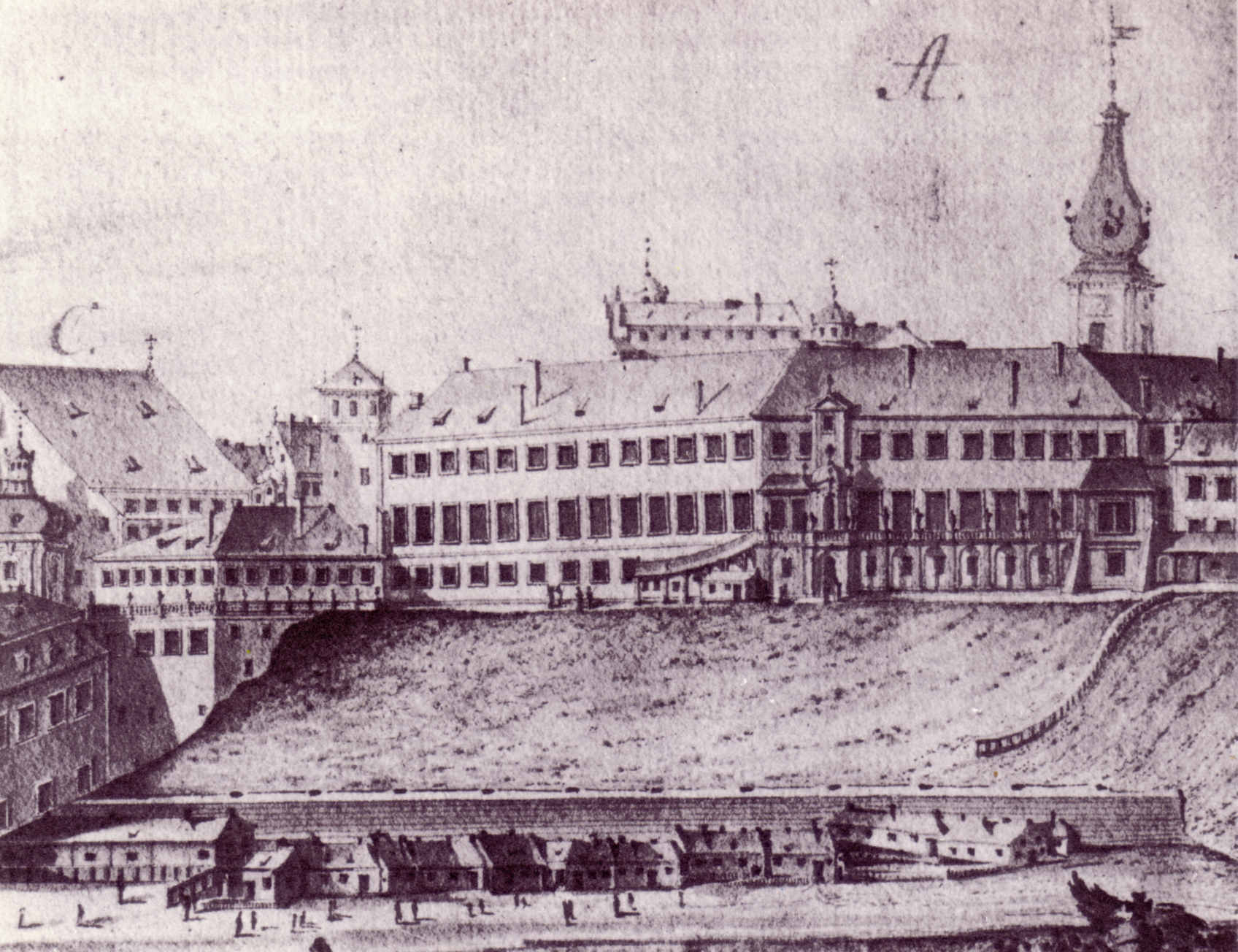
Zamek królewski w Warszawie w XVII wieku

Rozaura, w męskim stroju, w towarzystwie Klaryna, schodzi z gór i przybywa do Polski. U stóp góry spotyka zamkniętego w pieczarze Zygmunta, który spędził w odosobnieniu całe życie, kontaktując się tylko ze swym nadzorcą Klotaldem. Początkowo grozi przybyszom, szybko jednak ulega czarowi Rozaury. Ona wyznaje mu, że czuje się jak mędrzec, który narzekał na swój los, dopóki nie spotkał kogoś, kto ma się jeszcze gorzej. Rozmawiających zastaje Klotald. Wzywa straż i rozbraja przybyszów pod groźbą śmierci. W oddanej mu przez Rozaurę szpadzie rozpoznaje broń, którą dał przed laty swej ukochanej Wiolancie. Ze słów Rozaury domyśla się, że ma przed sobą swego syna. Jest rozdarty pomiędzy ratowaniem swego dziecka, a lojalnością wobec króla, który nakazał karać śmiercią wszystkich, którzy zetknęliby się z Zygmuntem. Poruszony odwagą Rozaury, która przybywa pomścić zniewagę, ma nadzieję, że król ją ułaskawi.
W pałacu króla książę moskiewski Astolf zabiega o względy Estrelli. Gdy dziewczyna jest mu przeciwna wyjawia jej, że zjawia się tu, by wobec bezpotomności starego króla Bazylego, zaproponować mu wyznaczenie na przyszłych dziedziców tronu polskiego ich obojga. Estrella jest bowiem siostrzenicą Bazylego, a Astolf jego siostrzeńcem i wnukiem króla Eustorga III, który był ojcem Bazylego. Estrella ma jednak wątpliwości co do uczciwości zamiarów Astolfa, jego pierś zdobi bowiem portret innej kobiety. Tymczasem nadchodzi król z dworzanami. Król wyjawia zebranym, że przed laty, żona jego, Klarylena, poczęła syna, a ciąży tej towarzyszyły przerażające znaki. Bazyli, który był wielkim uczonym, astronomem i matematykiem, co pozwalało mu odczytywać przyszłość, dowiedział się, że syn zabije swą matkę i ojca i będzie krwawym potworem na tronie. Skoro więc królowa umarła w połogu, ogłosił, że dziecko urodziło się martwe i ukrył syna w leśnych ostępach pod strażą. Teraz jednak mając wątpliwości czy postąpił słusznie, postanowił na próbę oddać władzę Zygmuntowi, nie mówiąc mu, że jest jego ojcem. Nadchodzi Klotald. Z uwagi na ujawnienie istnienia Zygmunta, król daruje życie Rozaurze i Klarynowi. Zwracając miecz Rozaurze Klotald dowiaduje się, że osobą, na której chce ona wywrzeć zemstę jest Astolf. Chce ją powstrzymać, lecz kiedy dowiaduje się, że chodzi tu o zmazanie hańby, którą Astolf wyrządził jej jako kobiecie, ustępuje.

### Dzień II
Klotald przenosi Zygmunta, uśpionego tajemną miksturą, do pałacu. Król wyjawia mu, że jeśliby jego syn nie okazał się godnym tronu, ponownie zamknie go w wieży, każąc mu sądzić, że dzień na tronie królewskim był tylko snem. Klaryn przynosi wiadomość, że Rozaura powróciła do niewieściego stroju, szantażuje też Klotalda, że wyjawi wszystko, co wie, jeśli pozostanie z niczym.

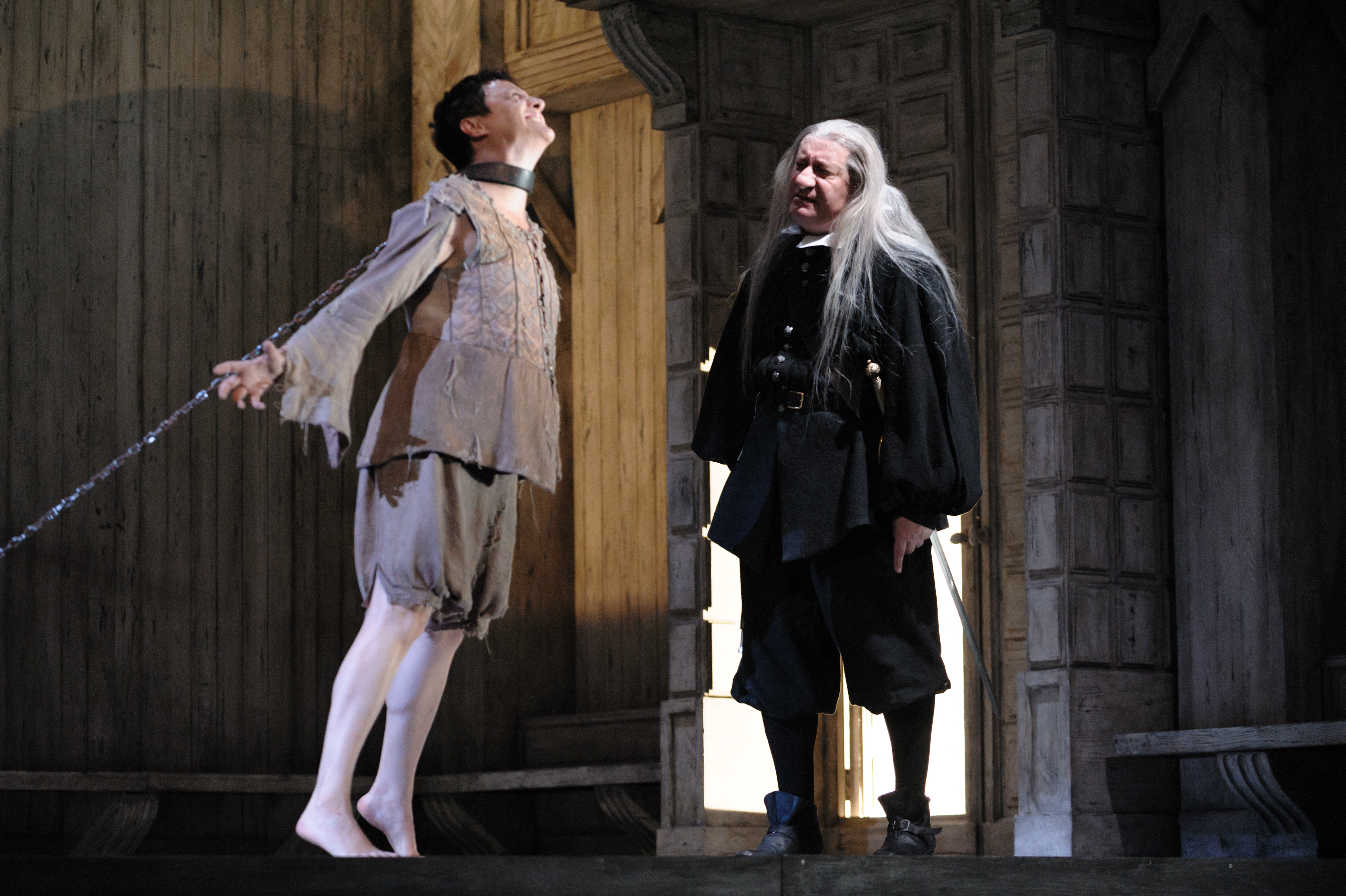
Uwięziony Zygmunt i Klotald

Zygmunt powiadomiony przez Klotalda, że jest synem królewskim z rozkazu króla więzionym z obawy przed spełnieniem się gróźb wpada w wielki gniew. Klotald uchodzi. Zygmunt wybucha oburzeniem na Astolfa, który śmie w jego obecności nosić kapelusz, a następnie zirytowany ciągłymi pouczeniami swego służącego, wyrzuca go przez okno do morza. Nadchodzący król jest oburzony, domaga się wdzięczności. Zygmunt jest jednak przede wszystkim wściekły, że całą swoją młodość musiał spędzić w wieży. Król ostrzega go, że wszystko może się okazać tylko snem. W Rozaurze, szukającej ojca Zygmunt rozpoznaje swego wczorajszego gościa. Kiedy ona chce odejść nastaje na nią coraz gwałtowniej. W jej obronie staje najpierw Klotald, później Astolf. Zwadę przerywa nadejście króla i Estrelli. Zygmunt wychodzi, grożąc zemstą ojcu.
Rozaura jest mimowolnym świadkiem prośby Estrelli skierowanej do Astolfa o przekazanie jej portretu nieznajomej. Zakłopotana księżniczka prosi następnie Rozaurę, by jako jej zaufana dwórka odebrała konterfekt. Rozaura ma nadzieję, że nie zostanie rozpoznana, Astolf jednak nie daje się wyprowadzić w pole, odmawia oddania portretu Rozaury, proponuje, by okazała ona księżniczce oryginał. Rozaura próbuje wydrzeć portret siłą, na co wchodzi Estrella. Zdziwionej księżniczce Rozaura tłumaczy, że wypadł jej przed chwilą jej własny portret, który książę podniósł i nie chciał oddać. Odzyskawszy go oddala się. Estrella coraz bardziej wątpi w szczerość zamiarów Astolfa.
Zygmunt budzi się w wieży. Klotald przekonuje go, że wszystko, czego doświadczył było tylko snem. Zygmunt postanawia nie zmarnować kolejnej okazji, w świecie, gdzie nawet sen jest tylko snem.

### Dzień III
Na wieść o tym, że królem Polski ma zostać książę moskiewski, lud wyważa bramy wieży i ogłasza swym królem Klaryna, którego bierze za Zygmunta. Nieporozumienie wkrótce się wyjaśnia, Zygmunt nie chce jednak przyjąć władzy sądząc, że znowu śni. W końcu godzi się pójść z żołnierzami, postanawia jednak postępować roztropniej, by nie żałować gdy się zbudzi. Daruje więc życie Klotaldowi, który zjawia się w wieży, a nadto chce dalej lojalnie służyć Bazylemu.

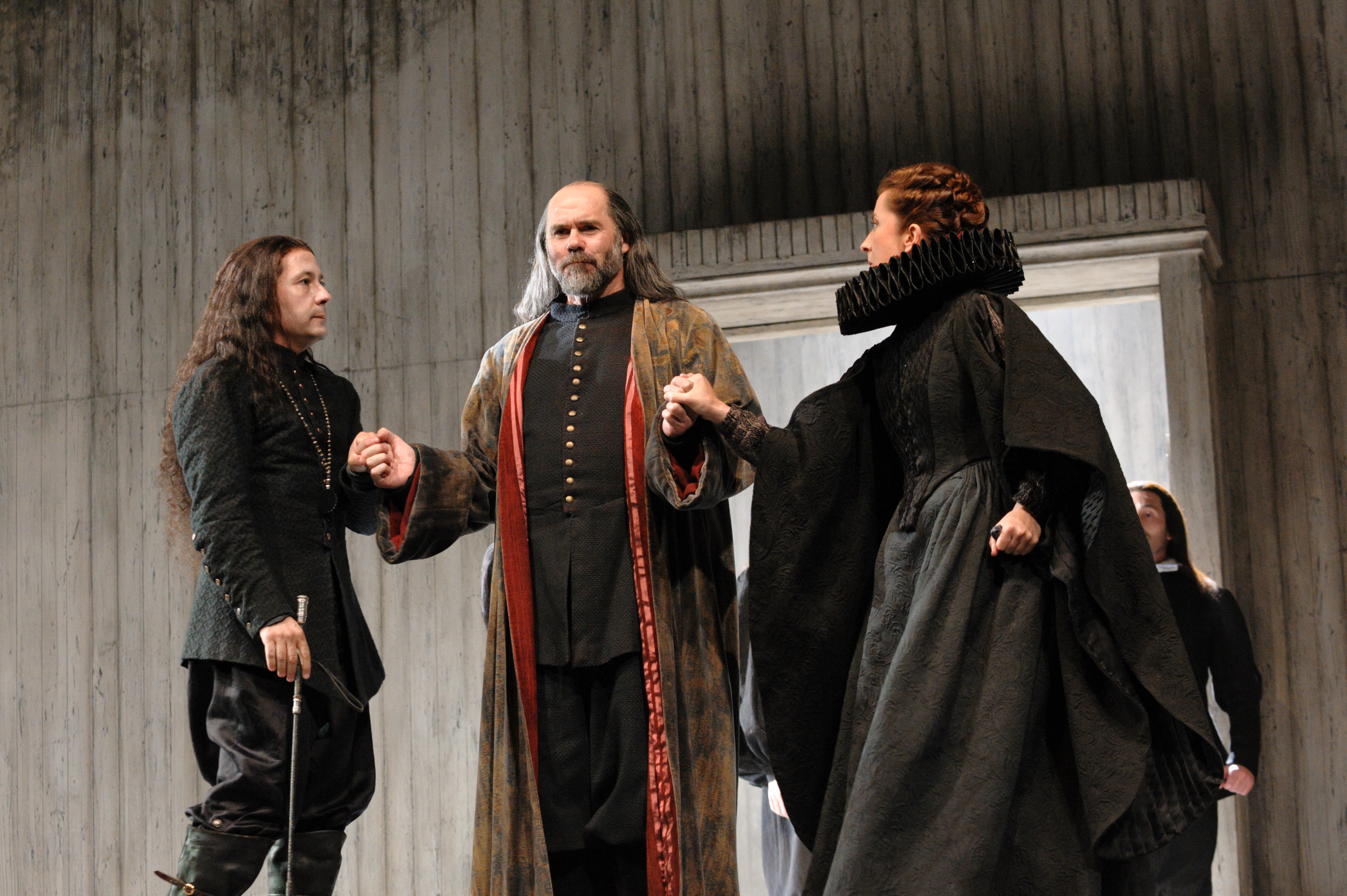
Król Bazyli z Astolfem i Estrellą

Bazyli zdaje sobie sprawę, że swoim postępowaniem doprowadził do rebelii w państwie. Po jego stronie stają Astolf i Estrella. Klotald przynosi wieść, że Zygmunt uwolniony z wieży zmierza na czele wojska naprzeciw królowi. Rozaura prosi Klotalda, by pomścił jej hańbę, zabijając Astolfa podczas wieczornej schadzki z Estrellą. Klotald nie potrafi się na to zdobyć, zawdzięcza bowiem życie Astolfowi, który obronił go przed Zygmuntem, radzi więc Rozaurze, by zamknęła się w klasztorze. Dziewczyna postanawia sama dochodzić swych praw.
Zygmunt poskramia swe marzenia o sławie obawą przed przebudzeniem. Zjawia się przed nim Rozaura w szacie niewieściej i męskiej zbroi i prosi o pomoc w wymierzeniu sprawiedliwości swemu krzywdzicielowi. Wyznaje, że jej matkę uwiódł przed laty polski magnat, który obiecał jej małżeństwo, ale obietnicy nie dotrzymał. Ją to samo spotkało ze strony księcia Astolfa. Jako kobieta prosi o pomoc, jako rycerz chce walczyć i obronić siebie przed Zygmuntem. Zygmunt ulega fali żądzy, powściąga ją jednak pragnieniem znalezienia chwały, która przekracza sen. Zjawienie się Rozaury uzmysławia mu, że sen dziwnie przeplata się z rzeczywistością skoro spotkał tę dziewczynę i w wieży i w pałacu.
Klaryn, który ukrył się w krzakach, ginie od przypadkowej kuli. Bazyli rezygnuje z dalszej ucieczki i poddaje się nadciągającemu na czele wojska Zygmuntowi. Zygmunt przyznaje, że ojciec został upokorzony za to, że próbując ujść nieszczęściu tylko je sycił. Teraz poddaje się jego władzy. Ojciec zdumiony uznaje syna królem. Zygmunt nakazuje Astolfowi poślubić Rozaurę, której obiecał małżeństwo. Klotald wyznaje, że jest jej ojcem. Zygmunt oświadcza się Estrelli. Klotalda nagradza za wierną służbę. Przywódcę rebelii zsyła do wieży, którą ten zdobył. Pytany o źródło swej mądrości, odpowiada, że zawdzięcza ją snowi.

## Analiza

### Źródła dramatu
Życie jest snem jest głęboko osadzone w tradycji. Wątki orientalne przyswojone przez literaturę średniowieczną łączą się w nim ze spuścizną Grecji i Rzymu i zostają wpisane w barokową wizję życia uwikłanego w doczesność, która jest tylko snem. W utworze pojawiają się liczne motywy filozoficzne i teologiczne: neoplatońska wizja miłości, mit platońskiej jaskini, chrześcijański neostoicyzm, stosunek wolnej woli i predestynacji, scholastyczna antropologia.
Motyw uwięzienia Zygmunta w celu uchronienia go przed spełnieniem się proroctwa pochodzi ze średniowiecznej opowieści o Barlaamie i Jozafacie, będącej schrystianizowaną wersją dziejów Buddy. Uśpienie księcia i przeniesienie go do pałacu wywodzi się ze wschodniej opowieści o Abu Hasanie z Księgi tysiąca i jednej nocy, która w Europie zaowocowała motywem jednodniowego króla, popularnym w różnych krajach i epokach. Calderón sięgając po ten motyw zrezygnował z jego komediowego potencjału na rzecz alegorii o eschatologicznej wymowie. Dramat jest też silnie związany z jezuickim teatrem szkolnym, ukazującym człowieka jako istotę obdarzoną wolną wolą i rozumem, zdolnym kształtować swój los na ziemi.

### Zawiązanie akcji

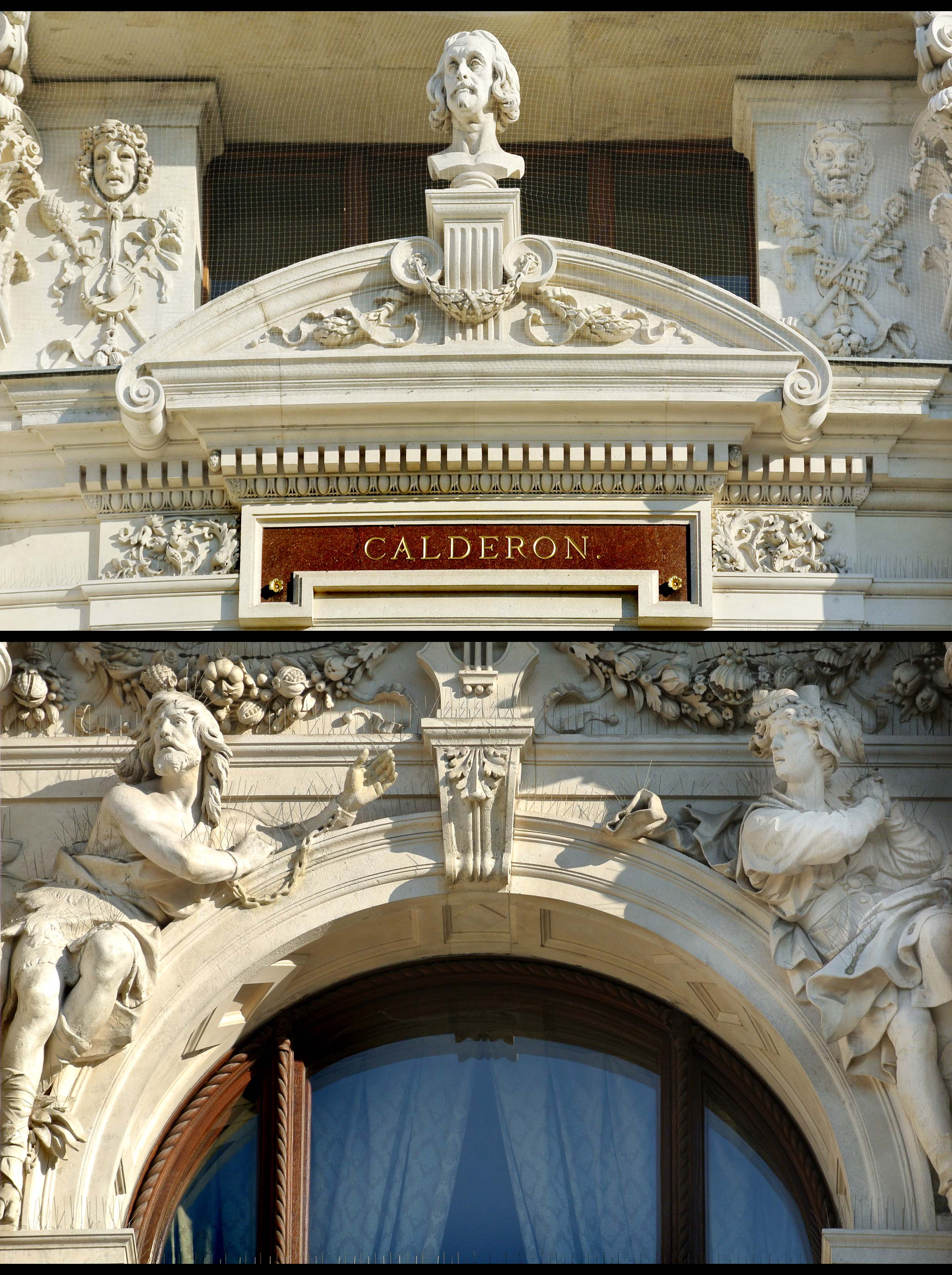
Zygmunt i Rozaura na fasadzie Burgertheater

W sztuce splatają się ze sobą dwa wątki: Zygmunta (Segismundo) i Rozaury (Rosaura). On walczy z przeznaczeniem, z potwora staje się idealnym władcą. Ona, jak typowa bohaterka hiszpańskiej comedia, podąża w męskim przebraniu za mężczyzną, który ją uwiódł. Zygmunt nie wie kim jest i dlaczego został uwięziony w wieży. Rozaura również nie zna swego pochodzenia. Sztuka rozpoczyna się zejściem Rozaury z góry, w tym wypadku z corralowego balkonu, w męskim stroju podróżnym. Strój aktorki jest elementem opisującym jej tożsamość, w drugim akcie pojawi się w sukni, w trzecim – w stroju stanowiącym połączenie damskiego stroju i zbroi. Schodząc Rozaura mówi o stracie konia, który spłoszył się i spadł w przepaść. Obraz konia, który ponosi jeźdźca zapowiada jeden z głównych tematów utworu – temat nieokiełznanych namiętności, którym dają się powodować główni bohaterowie utworu: Rozaura (primera dama) i Zygmunt (primer galán). Rozaurze towarzyszy Klaryn, typowy w hiszpańskiej komedii gracioso (błazen). Autor zbudował swój dramat z „materiału serialnego” (materiales de serie). Widz bez problemu identyfikuje postaci dramatu.
Przedstawienie odbywało się w świetle dnia. Bohaterowie muszą więc własnymi słowami przedstawić porę zmierzchu, schodząc w dół opisują też, nieznaną sobie, pełną niebezpieczeństw, przestrzeń górską. Z głębi sceny słyszą jęki i zgrzyt łańcucha, zanim jeszcze w jednej z nisz fasady teatru odsunie się zasłona i ukaże się, przy zapalonej pochodni, ubrany w zwierzęcą skórę aktor. Zygmunt, w jednym z najsłynniejszych Calderonowskich monologów skarży się na swoje przeznaczenie, stwierdza, że największą winą człowieka jest to, że się narodził. Myśl pochodząca od Seneki, należała do wyposażenia intelektualnego epoki. Następujące po niej rozwinięcie, porównujące ograniczenia ludzkiej natury z wolnością innych stworzeń wywodzi się z tradycji orfickiej i pochodzi z Historii naturalis Pliniusza Starszego. Dalszy rozwój akcji wpisuje monolog w związaną ze św. Tomaszem z Akwinu koncepcją człowieka jako stworzonego nagim i bezbronnym, aby mógł się doskonalić przy pomocy innych i w rywalizacji z nimi.
Pojawienie się Rozaury stanowi początek edukacji Zygmunta. Jej głos i wygląd dziwnie go pociągają. Miłość, zgodnie z neoplatońską teorią poznania, stanowi pierwszy krok w stronę dobra i piękna. Siłę rodzących się uczuć Zygmunt opisuje za pomocą, typowego dla XV-wiecznej liryki hiszpańskiej obrazu życia w umieraniu. Wyjaśnienia Rozaury kim jest i po co przybyła przerywa wejście strażników. Zygmunt zostaje zamknięty w wieży, a przebrana za mężczyznę dziewczyna i jej giermek rozbrojeni.

### Sekwencja pałacowa
Na scenie pojawiają się teraz Astolf z orszakiem zbrojnych i Estrella w towarzystwie dwórek. Centralną część sceny pałacowej stanowi monolog króla Bazylego (viejo), w której zostaje przedstawiona przedakcja dramatu – okoliczności, w jakich, kierując się dobrem państwa król uwięził swego syna. Bazyli przyznaje się do błędu. Nie powinien był pozbawiać syna wolności, a poddanych – następcy tronu, nawet jeśli wskazywały na to gwiazdy. Calderón sięga w dramacie do archetypu konfliktu ojca i syna: do mitu o Uranosie i Edypie. W tej perspektywie Życie snem jest też dramatem władzy, autor podkreśla to doborem imion swoich bohaterów: Basilio od greckiego basileus, oznacza tego, który ma władzę; Segismundo pochodzi od staro-wysoko-niemieckiego sigu i munt, i oznacza tego, który ochrania zwycięstwo.
Bazyli zdaje sobie sprawę, że naruszył porządek prawny i postanawia sprowadzić Zygmunta do pałacu i poddać go próbie. Eksperyment zostaje drobiazgowo zaplanowany i precyzyjnie wykonany. Zygmunt budzi się w pałacu, przeniesiony tam we śnie. Książę przeniesiony w nieznaną mu rzeczywistość doświadcza jej wszystkimi zmysłami: wzrokiem, słuchem, dotykiem. Dlatego na przykład wyrzuca sługę przez okno, żeby sprawdzić, co się stanie. Zachowanie Zygmunta przekonuje Bazylego o prawdziwości przepowiedni i słuszności podjętej dawno temu decyzji. Ponownie zamyka więc Zygmunta w wieży.
Po przebudzeniu książę uznaje to, co przeżył w pałacu za złudzenie. Uświadamia sobie ulotny charakter ludzkiego życia. Postanawia okiełznać pierwotne instynkty, które doprowadziły go do utraty „śnionej” rzeczywistości. Prowadzi go to do przyjęcia neostoickiej postawy rezygnacji (desengaño). Zygmunt uznaje, że powinien czynić dobro, życie bowiem jest jak sen, z którego w każdej chwili człowiek może się obudzić.

### Wątek Rozaury
Losy Rozaury wydają się tymczasem toczyć własną koleją, charakterystyczną dla komedii płaszcza i szpady. Rozaura dla ratowania honoru udaje się w męskim przebraniu do Polski. Omal nie traci życia z rozkazu Klotalda, który, chociaż rozpoznaje w niej swego syna, jest gotów poświęcić jego życie z lojalności dla władcy. Z ulgą dowiaduje się, że nie będzie to konieczne. W finale I aktu uświadamia sobie, że jest ojcem nie mężczyzny, lecz kobiety, której honor został splamiony, co kładzie się cieniem również na jego honorze. Po raz kolejny staje wobec konfliktu lojalności, gdy okazuje się, że córkę jego uwiódł siostrzeniec jego władcy – Astolf, książę Moskwy.
Calderón umiejętnie buduje napięcie wokół swojej bohaterki. Nie jest jasne czy wie ona, że Klotlad jest jej ojcem. Widz dowiaduje się tego na długo przed tym, gdy w finale dramatu Klotald wyznaje, że jest ojcem Rozaury. Odgaduje to również Klaryn i z tego powodu zostaje zatrzymany w wieży.
Na początku III aktu autor dokonuje inwersji motywu jednodniowego króla. Przybywający do wieży żołnierze uwalniają Klaryna, biorąc go za swego władcę. Klaryn sądzi, że są pijani. Następuje rozpoznanie (anagnoryzm) prawdziwego władcy, jak wcześniej nastąpiło rozpoznanie Rozaury. Życie doprawdy jest jak sen. Calderón prowadzi intrygę z matematyczną wręcz precyzją. Żaden element nie jest w niej zbędny. Imię Rozaury można odczytać jako anagram słowa aurora (jutrzenka), które symbolizuje światło poranne, nowy początek. To dzięki głównej bohaterce dramatu otwiera się przed Zygmuntem nieznany świat dobra i piękna. Jako dama dworu księżniczki Estrelli, Rozaura przybiera imię Astrei, mitycznej bogini sprawiedliwości, która miała przywrócić na ziemi wiek złoty, mlekiem i miodem płynący.

### Rozwiązanie
Oba główne wątki dramatu łączy finał. Zygmunt okazuje się wbrew przepowiedni władcą sprawiedliwym i wielkodusznym. Przezwyciężając swoje uczucia, przywracca honor Rozaurze, wydając ją za Astolfa. Sam weźmie, w imię racji stanu i szczęśliwego zakończenia, za żonę Estrellę. Rozkaże posłać do więzienia przywódcę rebelii, która wyniosła go na tron. Ułaskawi Klotalda, doceniając jego lojalność. Finał dramatu napełnia goryczą Bazylego, któremu Zygmunt przebacza doznane krzywdy. Wspaniałomyślność syna podważa sławę ojca jako mędrca i astrologa, przynosi mu inne rozpoznanie – tragicznego w skutkach błędu człowieka, który nadmiernie zaufał wiedzy. Pozbawiając Zygmunta ojcowskiej miłości i wykształcenia, sam doprowadził do wypełnienia przepowiedni.

## Reminiscencje historyczne
Polska w dramacie Calderóna jest krainą fikcyjną. Jej stolica leży nad morzem, w górach żyją hipogryfy, a wiosną kwitną magnolie. Jest jednocześnie państwem potężnym, ma uczonego króla, na wzór Alfonsa X, zdolnego następcę tronu i lojalne możnowładztwo. Badacze mimo to od lat doszukują się związku pomiędzy literacką fikcją a rzeczywistością historyczną i wskazują na kilka możliwych źródeł.

### Dzieje Wazów
W losach Zygmunta Henryk Ziomek doszukał się wybranych elementów z historii dynastii Wazów. Znany z gwałtowności Eryk XIV, zanim w 1568 roku został odsunięty od władzy, osadził swego brata Jana, księcia fińskiego wraz z jego młodą żoną Katarzyną Jagiellonką w lochu zamku Gripsholm, gdzie w 1566 roku przyszedł na świat ich pierwszy syn, Zygmunt przyszły król polski, Zygmunt III Waza, który w 1587 roku został koronowany na króla Polski, a w 1592 roku, po śmierci ojca Jana III, objął dziedziczny tron Szwecji, by go utracić w 1599 roku.

### Dymitriada
Zdaniem innych badaczy w dramacie znalazły odbicie polityczne i militarne starania Polaków o tron moskiewski po śmierci ostatniego Rurykowicza (1598), które doprowadziły najpierw do osadzenia w Moskwie Dymitra Samozwańca, a w 1609 roku po sukcesie wyprawy Stanisława Żółkiewskiego, do podpisania traktatu zrównującego bojarów ruskich ze szlachtą polską, a królewicza Władysława wynoszącego na tron carski. Jeszcze kilka lat później Zygmunt III zabiegał u Filipa III, króla Hiszpanii o pomoc finansową w wojnie polsko-moskiewskiej.

### Wątek czeski
Hana Jechova wskazuje na ślad czeski w dramacie – na osobę Rudolfa II Habsburga (1562-1612), króla Czech, a od 1576 cesarza rzymskiego, ekscentryka i astrologa, który nieślubnego swego syna Juliusa Cezara, uznanego za niepoczytalnego, zamknął na zamku w Krumlowie. Czeskim motywem jest niewątpliwie wyrzucenie przez Zygmunta sługi przez okno, nawiązujące do sławnej defenestracji praskiej (1618) – wyrzucenia namiestników habsburskich przez okno zamku hradczańskiego wprost na kupę gnoju, co złagodziło upadek, podobnie jak morze w dramacie złagodziło upadek sługi.

## Życie snemw Polsce
Życie jest snem pojawiło się na polskiej scenie w 1826 roku z okazji benefisu lwowskiego aktora Leona Rudkiewicza, który był też autorem tłumaczenia. Po latach, na fali ponownego zainteresowania Calderónem, Edward Dembowski zamieścił na łamach Przeglądu Naukowego fragmenty własnego tłumaczenia I aktu dramatu (1842). W dwa lata później Ryszard Wincenty Berwiński zamieścił w drugim tomie swoich Poezyj (Bruksela, 1844) wiersz Zygmunt Książę Polski w więzieniu, będący tłumaczeniem monologu Zygmunta z I aktu. Pełny przekład utworu, dokonany przez Józefa Szujskiego, ukazał się drukiem we Lwowie w 1882 roku. Na deskach teatru polskiego dramat pojawił się po raz drugi dopiero w 1937 roku, dzięki staraniom Wilama Horzycy, najpierw we Lwowie, a potem w Warszawie, w reżyserii Antoniego Cwojdzińskiego i ze scenografią Andrzeja Pronaszki. Kilka lat wcześniej kolejnego przekładu dramatu dokonała Barbara Zan, jego fragmenty ukazały się w Myśli Narodowej (1927). W tym samym czasie sztukę przełożył również Edward Boyé. Jego przekład stał się podstawą wystawienia dramatu przez Horzycę w 1948 roku w Toruniu, a następnie ukazał się drukiem, w opracowaniu Marii Strzałkowej, w Bibliotece Narodowej, w 1951 roku. Przekład ten trafił na scenę jeszcze raz we Wrocławiu, w 1968 roku, po czym ustąpił unowocześnionemu przekładowi Jarosława Marka Rymkiewicza, którego warszawska premiera z Gustawem Holoubkiem miała miejsce w 1969 roku. Rymkiewicz zachował hiszpańskie brzmienie imion postaci, odszedł od zawiłości stylistycznych i metrycznych oryginału i uwspółcześnił język. Walory sceniczne przekładu potwierdziły liczne wystawienia dramatu w Krakowie (1969, 1983), Rzeszowie (1976, 1990), Warszawie (1985), Łodzi (1969,1990 i 1999). Przedstawienie Jerzego Jarockiego w Starym Teatrze w 1983 roku uznano za jedno z najważniejszych wydarzeń teatralnych lat 80. w Polsce